# CUSUM
In der statistischen Prozess- und Qualitätskontrolle ist die kumulative Summe oder CUSUM (von englisch cumulative sum) eine sequentielle Analysemethode zur Entdeckung von Änderungen in einer sequentiellen Datenreihe oder Zeitreihe (z. B. Kurswechsel bzw. Wendepunkte). E. S. Page definierte 1954 eine Qualitätszahl {\displaystyle \theta }, einen Parameter einer Wahrscheinlichkeitsverteilung; z. B. den Erwartungswert. Er entwickelte CUSUM als Methode, um generelle Änderungen des Parameters aus zufälligem Rauschen herauszufiltern, und schlug ein Grenzkriterium vor, ab dem in den Prozess eingegriffen werden sollte. Einige Jahre später stellte George Alfred Barnard das V-Mask Diagramm vor zur visuellen Entdeckung von Änderungen von {\displaystyle \theta }.

## Vorgehensweise
CUSUM betrachtet die kumulative Summen von Datenwerten {\displaystyle x_{n}} und vorgegebenen Werten {\displaystyle \omega _{n}}:
{\displaystyle S_{0}=0}
{\displaystyle S_{n}=\max(0,S_{n-1}+x_{n}-\omega _{n})}
Es ist wichtig anzumerken, dass CUSUM nicht die bloße kumulative Summe der Datenwerte ist, sondern die kumulative Summe der Differenzen zwischen den Datenwerten {\displaystyle x_{n}} und {\displaystyle \omega _{n}}. Überschreitet der Wert von {\displaystyle S_{n+1}} einen vorgegebenen Grenzwert, dann hat man eine Änderung gefunden. CUSUM erkennt also nicht nur scharfe Datenwertänderungen, sondern auch schrittweise und kontinuierliche über den Betrachtungszeitraum. Meist handelt es sich bei {\displaystyle \omega } um eine Likelihood-Funktion, obwohl dies in Pages Artikel nicht so spezifiziert wird.

## Beispiele

### Beispiel 1
In dem Beispiel wird vorgegeben {\displaystyle \omega _{n}=5} und betrachtet werden sowohl positive als auch negative kumulierte Abweichungen:
{\displaystyle S_{0}=S_{0}^{+}=S_{0}^{-}=0}
{\displaystyle S_{n}^{+}=\max(0,S_{n-1}^{+}+x_{n}-\omega _{n})}
{\displaystyle S_{n}^{-}=-\min(0,-(S_{n-1}^{-}-x_{n}+\omega _{n}))}
{\displaystyle S_{n}=S_{n-1}-\omega _{n}+x_{n}}
| n | Datenwert {\displaystyle x_{n}} | {\displaystyle x_{n}-\omega _{n}} | {\displaystyle S_{n}^{+}} | {\displaystyle S_{n}^{-}} | CUSUM {\displaystyle S_{n}} |
| - | ------------------------------- | --------------------------------- | ------------------------- | ------------------------- | --------------------------- |
| 0 |                                 |                                   | 0                         | 0                         | 0                           |
| 1 | 2                               | −3                                | 0                         | 3                         | −3                          |
| 2 | 4                               | −1                                | 0                         | 4                         | −4                          |
| 3 | 7                               | +2                                | 2                         | 2                         | −2                          |
| 4 | 3                               | −2                                | 0                         | 4                         | −4                          |
| 5 | 9                               | +4                                | 4                         | 0                         | 0                           |

{\displaystyle S_{n}} kann auch aufgefasst werden:

Grafische Darstellung der CUSUM Berechnung.

1. Alle Datenpunkte werden mittelwertbereinigt ({\displaystyle x_{n}-\omega _{n}}) und
2. zu jedem dadurch neu entstandenen Wert werden alle vorhergehenden mittelwertbereinigten Differenzen addiert.

Der Mittelwert ist dabei die Likelihoodschätzung für den Erwartungswert normalverteilter Datenwerte.

### Beispiel 2
Die folgenden Grafiken zeigen den Verlauf von {\displaystyle S_{n}\,}, {\displaystyle S_{n}^{+}} und {\displaystyle S_{n}^{-}} in verschiedenen Situationen:
- links: der Mittelwert des Prozesses ändert sich nicht
- Mitte: der Mittelwert des Prozesses wird langsam größer (im Verhältnis zur Streuung)
- rechts: der Mittelwert springt abrupt nach oben nach 60 Zeiteinheiten

In den Daten (oben) sind diese Änderungen kaum zu erkennen, jedoch im Verlauf der {\displaystyle S_{n}\,}, {\displaystyle S_{n}^{+}} und {\displaystyle S_{n}^{-}} Kurven (unten).